# بشتكوه (علي أباد كرمان)
بشتکوه (بالفارسية: پشتکوه) هي منطقة سكنية تقع في إيران في Aliabad Rural District. يقدر عدد سكانها بـ 411 نسمة بحسب إحصاء 2016.